# Asymmetrione sallyae
Asymmetrione sallyae är en kräftdjursart som beskrevs av Williams och Schuerlein 2005. Asymmetrione sallyae ingår i släktet Asymmetrione och familjen Bopyridae. Inga underarter finns listade i Catalogue of Life.